# De prediking van Paulus te Efeze
De prediking van Paulus te Efeze is een muurschildering van Albin en Paul Windhausen in de Sint-Nicolaaskerk in Helvoirt.

## Voorstelling
Het stelt het moment voor waarop de bewoners van Efeze, die zojuist werden bekeerd tot het christendom door Paulus, hun toverboeken bijeen brengen en deze in brand steken. Dit verhaal komt voor in het Bijbelboek Handelingen. Onder de voorstelling staat de tekst:

IK HEB U GESTELD TOT EEN LICHT DER HEIDENEN.
— Handelingen 13:47

Bij wijze van grap verwerkte Windhausen in de schildering zijn visie op de toenmalige politieke ontwikkelingen in de wereld. Op een van de te verbranden boekenrollen schreef hij ‘Bolgewisky alles niksqui / 1919’.

## Bijzonderheden
De schildering bevindt zich in het noordertransept van de Sint-Nicolaaskerk in Helvoirt. Het vormt de tegenhanger van de muurschildering De prediking van Johannes de Doper in het zuidertransept. Albin en Paul Windhausen schilderden eerder – in 1913-1914 – een kruisweg voor de Nicolaaskerk. De prediking van Paulus te Efeze werd in 2004 gerestaureerd door Han Boersma.